# Edinburgh West Chess Club
Edinburgh West Chess Club – szkocki klub szachowy z siedzibą w Edynburgu, czterokrotny zdobywca Richardson Cup, zwycięzca SNCL z 2007 roku.

## Historia
Klub został założony w 1981 roku. W sezonie 2006/2007 został zwycięzcą ligi Scottish National Chess League (SNCL). W 2008 roku po raz pierwszy zdobył Richardson Cup, ogółem wygrywając trofeum czterokrotnie (także w latach 2012, 2015 i 2019). W 2013 roku zespół uczestniczył w Pucharze Europy. Drużyna wygrała wówczas dwa mecze (z Gonzaga Chess Club i Skanderborg SK) i przegrała pięć, zajmując w turnieju 47. miejsce. W sezonie 2019/2020 klub zajął trzecie miejsce w SNCL.